# Vârful Omu, Munții Bucegi
Vârful Omu din Munții Bucegi este vârful muntos clasat al șaselea între vârfurile muntoase din România, situat în Masivul Bucegi, reprezentând cel mai înalt punct al acestui masiv.
Conform direcției Topografice Militare Române (DTM), la borna topografică din spatele stației meteorologice sunt 2.504,9 metri. Această estimare se regăsește pe foaia topografică L-35-87-D-b, 1:25.000 (1982) din cadrul ministerului. Această bornă din beton face parte din rețeaua de triangulare de ordinul I a României. La baza Cabanei Omu înălțimea este de 2.507 m, cu 2 metri peste borna topografică. Cel mai înalt punct natural din Munții Bucegi este de 2514 m, în vârful stâncii (bolovanului).
Vârful Omu este vizibil de pe creasta Pietrei Craiului, precum și din Valea Prahovei.
Pe Vârful Omu se află Cabana Omu, precum și Stația meteorologică Vârful Omu, care poate fi considerată locul cel mai înalt din România populat permanent.

## Legături externe

Panoramic al reliefului văzut de pe Vârful Omu